# Reprezentacja Słowenii w skokach narciarskich
Reprezentacja Słowenii w skokach narciarskich – grupa skoczków narciarskich wybrana do reprezentowania Słowenii w międzynarodowych zawodach przez Słoweński Związek Narciarski (Smučarska zveza Slovenije).
Pierwszy raz skoczkowie reprezentujący Słowenię pojawili się w zawodach w 1990 roku, wcześniej byli reprezentantami Jugosławii.

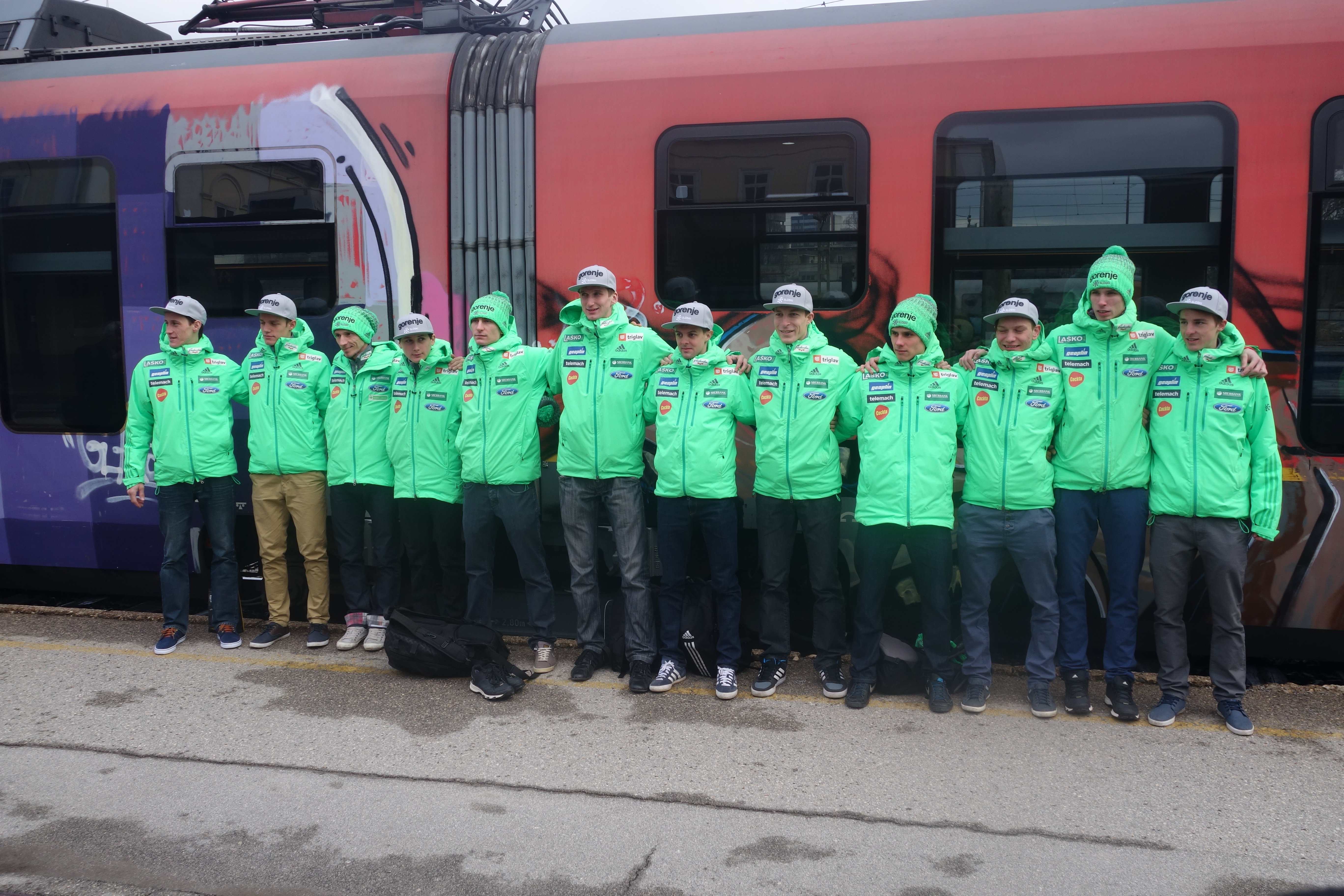
Reprezentacja Słowenii w skokach narciarskich 2015/2016

## Kadra na sezon 2025/2026
Do kadr powołanych zostało 20 mężczyzn i 19 kobiet. Na stanowiskach trenerów znaleźli się: u mężczyzn Robert Hrgota w kadrze A i Goran Janus w kadrze B, u kobiet Jurij Tepeš, a w kadrze młodzieżowej Gorazd Bertoncelj.

### Mężczyźni

#### Kadra A
- Žiga Jančar
- Lovro Kos
- Anže Lanišek
- Žak Mogel
- Domen Prevc
- Timi Zajc

#### Kadra B
- Maksim Bartolj
- Jaka Drinovec
- Taj Ekart
- Žiga Jelar
- Rok Masle
- Rok Oblak
- Nejc Toporiš
- Matija Vidic

#### Kadra młodzieżowa
- Nik Bergant Smerajc
- Enej Faletič
- Nejc Ingolič
- Jaka Kramer
- Urban Šimnic
- Mai Zakelšek

### Kobiety

#### Kadra A
- Taja Bodlaj
- Tina Erzar
- Ema Klinec
- Katra Komar
- Nika Prevc
- Nika Vodan

#### Kadra B
- Jerica Jesenko
- Tinkara Komar
- Taja Košir
- Ajda Košnjek
- Maja Kovačič
- Lara Logar
- Urša Vidmar

#### Kadra młodzieżowa
- Živa Andrič
- Mia Ingolič
- Lucija Jurgec
- Nina Kontrec
- Taja Sitar
- Taja Terbovšek

## Kadra na sezon 2024/2025
W kadrach seniorskich znalazło się 14 skoczków i 7 skoczkiń. Głównym trenerem męskiej reprezentacji pozostał Robert Hrgota, a nowym trenerem kadry kobiet został Jurij Tepeš.

### Mężczyźni

#### Kadra A
- trener główny: Robert Hrgota
- zawodnicy:
  - Žiga Jelar
  - Lovro Kos
  - Anže Lanišek
  - Žak Mogel
  - Domen Prevc
  - Timi Zajc

#### Kadra B
- trener główny: Goran Janus
- zawodnicy:
  - Maksim Bartolj
  - Jan Bombek
  - Mark Hafnar
  - Rok Masle
  - Rok Oblak
  - Jernej Presečnik
  - Matija Vidic
  - Patrik Vitez

### Kobiety

#### Kadra A
- trener główny: Jurij Tepeš
- zawodniczki:
  - Taja Bodlaj
  - Tina Erzar
  - Ema Klinec
  - Katra Komar
  - Ajda Košnjek
  - Nika Prevc
  - Nika Vodan

## Kadra na sezon 2023/2024
Utworzono 3 kadry męskie i 2 kobiece. Na stanowiskach trenerów głównych pozostali Robert Hrgota i Zoran Zupančič.

### Mężczyźni

#### Kadra A
- Žiga Jelar
- Lovro Kos
- Anže Lanišek
- Domen Prevc
- Peter Prevc
- Timi Zajc
- Žak Mogel (stowarzyszony)

#### Kadra B
- Maksim Bartolj
- Rok Oblak
- Jernej Presečnik
- Matija Vidic
- Patrik Vitez
- Jan Bombek (stowarzyszony)
- Mark Hafnar (stowarzyszony)

#### Kadra młodzieżowa
- Taj Ekart
- Enej Faletič
- Rok Masle
- Anej Razpotnik
- Jaka Drinovec (stowarzyszony)
- Luka Filip (stowarzyszony)

### Kobiety

#### Kadra A
- Taja Bodlaj
- Ema Klinec
- Katra Komar
- Ajda Košnjek
- Nika Križnar
- Nika Prevc
- Maja Vtič
- Urša Bogataj (zawiesiła karierę)

#### Kadra młodzieżowa
- Živa Andrič
- Tina Erzar
- Jerica Jesenko
- Lucija Jurgec
- Tinkara Komar
- Maja Kovačič
- Nika Krašovic
- Katarina Pirnovar

## Kadra na sezon 2022/2023
Na stanowiskach trenerów kadr A mężczyzn i kobiet pozostali Robert Hrgota i Zoran Zupančič. Powołanych do nich zostało 7 zawodników i 9 zawodniczek. Utworzono również kadrę B mężczyzn oraz kadry młodzieżowe mężczyzn i kobiet.

### Mężczyźni

#### Kadra A
- Žiga Jelar
- Lovro Kos
- Anže Lanišek
- Cene Prevc (zakończył jednak karierę przed sezonem)
- Domen Prevc
- Peter Prevc
- Timi Zajc

#### Kadra B
- Tilen Bartol
- Jan Bombek
- Mark Hafnar
- Žak Mogel
- Bor Pavlovčič
- Jernej Presečnik
- Marcel Stržinar
- Patrik Vitez

#### Kadra młodzieżowa
- Maksim Bartolj
- Taj Ekart
- Enej Faletič
- Rok Masle
- Anej Razpotnik
- Gorazd Završnik
- Ožbe Zupan

### Kobiety

#### Kadra A
- Taja Bodlaj[a]
- Urša Bogataj
- Jerneja Brecl
- Ema Klinec
- Katra Komar
- Nika Križnar
- Nika Prevc[a]
- Jerneja Repinc Zupančič
- Maja Vtič

#### Kadra młodzieżowa
- Tinkara Komar
- Lara Logar
- Nika Vetrih

## Kadra na sezon 2021/2022
Robert Hrgota pozostał trenerem kadry A mężczyzn. Jego asystentami zostali Gašper Berlot i Gašper Vodan, a konsultantem Jani Grilc. Trenerem kadry A kobiet pozostał będący nim od 2018 Zoran Zupančič, a jego asystentem Anže Lavtižar.

### Mężczyźni

#### Kadra A
- Tilen Bartol
- Žiga Jelar
- Anže Lanišek
- Bor Pavlovčič
- Domen Prevc
- Peter Prevc
- Timi Zajc

### Kobiety

#### Kadra A
- Urša Bogataj
- Jerneja Brecl
- Ema Klinec
- Katra Komar
- Nika Križnar
- Špela Rogelj

## Kadra na sezon 2020/2021
Utworzono trzy kadry męskie i dwie kobiece. Trenerem kadry A mężczyzn pozostał Gorazd Bertoncelj, a jego asystentem Robert Hrgota. W trakcie mistrzostw świata w lotach w grudniu 2020 Gorazd Bertoncelj przestał pełnić funkcję, a Robert Hrgota został jego następcą.

### Mężczyźni

#### Kadra A
- Tilen Bartol
- Jernej Damjan
- Žiga Jelar
- Anže Lanišek
- Domen Prevc
- Peter Prevc
- Timi Zajc

#### Kadra B
- Rok Justin
- Lovro Kos
- Aljaž Osterc
- Bor Pavlovčič
- Cene Prevc
- Anže Semenič

#### Kadra młodzieżowa
- Jan Bombek
- Tjaš Grilc
- Mark Hafnar
- Rok Masle
- Žak Mogel
- Jernej Presečnik

### Kobiety

#### Kadra A
- Urša Bogataj
- Jerneja Brecl
- Ema Klinec
- Katra Komar
- Nika Križnar
- Špela Rogelj
- Maja Vtič

#### Kadra młodzieżowa
- Lara Logar
- Pia Mazi
- Nika Prevc
- Jerneja Repinc Zupančič

## Kadra na sezon 2019/2020
Trenerem kadry A mężczyzn pozostał Gorazd Bertoncelj, a kadry B Igor Medved. Nowym asystentem trenera kadry A został Robert Hrgota, którego jako asystent trenera kadry B zastąpił Mitja Oranič.

### Mężczyźni

#### Kadra A
- Jernej Damjan
- Anže Lanišek
- Domen Prevc
- Peter Prevc
- Anže Semenič
- Timi Zajc

#### Kadra młodzieżowa A
- Tilen Bartol
- Žiga Jelar
- Žak Mogel
- Bor Pavlovčič

## Kadra na sezon 2018/2019
Nowym trenerem kadry A mężczyzn został Gorazd Bertoncelj, trenerem kadry B pozostał Igor Medved, a trenerem kadry młodzieżowej został Jani Grilc.

### Mężczyźni

#### Kadra A
- Tilen Bartol
- Jernej Damjan
- Domen Prevc
- Peter Prevc
- Anže Semenič

#### Kadra B
- Nejc Dežman
- Jaka Hvala
- Robert Kranjec
- Tomaž Naglič
- Ernest Prišlič
- Jurij Tepeš
- Rok Justin (kandydat)
- Cene Prevc (kandydat)

#### Kadra młodzieżowa A
- Žiga Jelar
- Anže Lanišek
- Bor Pavlovčič
- Timi Zajc

## Kadra na sezon 2017/2018
Trenerem kadry A mężczyzn pozostał Goran Janus, trenerem kadry B Igor Medved, a trenerem kadry młodzieżowej Gorazd Bertoncelj.

### Mężczyźni

#### Kadra A
- Robert Kranjec
- Anže Lanišek
- Domen Prevc
- Peter Prevc
- Anže Semenič
- Jurij Tepeš

#### Kadra B
- Jernej Damjan
- Nejc Dežman
- Jaka Hvala
- Andraž Pograjc
- Cene Prevc
- Ernest Prišlič
- Rok Tarman
- Miran Zupančič

#### Kadra młodzieżowa A
- Tilen Bartol
- Žiga Jelar
- Aljaž Osterc
- Bor Pavlovčič

## Kadra na sezon 2016/2017
Trenerem kadry A mężczyzn pozostał Goran Janus.

### Mężczyźni

#### Kadra A
- trener główny: Goran Janus
- zawodnicy:
  - Jernej Damjan
  - Nejc Dežman
  - Jaka Hvala
  - Robert Kranjec
  - Anže Lanišek
  - Cene Prevc
  - Peter Prevc
  - Anže Semenič
  - Jurij Tepeš

#### Kadra B
- trener główny: Igor Medved
- zawodnicy:
  - Tilen Bartol
  - Rok Justin
  - Andraž Modic
  - Tomaž Naglič
  - Andraž Pograjc
  - Ernest Prišlič
  - Matjaž Pungertar
  - Miran Zupančič

#### Kadra młodzieżowa
- trener: Gorazd Bertoncelj
- zawodnicy:
  - Domen Prevc
  - Žiga Jelar
  - Jan Kus
  - Aljaž Osterc
  - Bor Pavlovčič
  - Rok Tarman
  - Timi Zajc

### Kobiety
- zawodniczki:
  - Urša Bogataj
  - Ema Klinec
  - Nika Križnar
  - Katja Požun
  - Špela Rogelj
  - Maja Vtič

## Kadra na sezon 2014/2015
Trenerem kadry A mężczyzn pozostał Goran Janus. Zmienił się natomiast trener kadry kobiet.

### Mężczyźni

#### Kadra A
- trener główny: Goran Janus
- asystenci: Nejc Frank, Jani Grilc
- zawodnicy:
  - Jernej Damjan
  - Nejc Dežman
  - Jaka Hvala
  - Rok Justin
  - Robert Kranjec
  - Tomaž Naglič
  - Peter Prevc
  - Matjaž Pungertar
  - Jure Šinkovec
  - Jurij Tepeš

#### Kadra B
- trener główny: Igor Medved
- asystent: Uroš Vrhovec
- zawodnicy:
  - Matic Benedik
  - Robert Hrgota
  - Mitja Mežnar
  - Andraž Pograjc
  - Anže Semenič
  - Miran Zupančič
  - Žiga Mandl (kandydat)
  - Ernest Prišlič (kandydat)

#### Kadra młodzieżowa
- menedżer: Gorazd Bertoncelj
- asystent: Matevž Šparovec
- zawodnicy:
  - Tilen Bartol
  - Žiga Jelar
  - Anže Lanišek
  - Andraž Modic
  - Cene Prevc
  - Kristijan Ravnik
  - Florjan Jelovčan (kandydat)

## Kadra na sezon 2013/2014
Trenerem kadry A mężczyzn pozostał Goran Janus, zaś kadrę kobiet objął Jože Berčič, który zastąpił Matjaža Triplata. Utworzono po 2 kadry męskie i kobiece, poza nimi centralnym przygotowaniem do sezonu objęto jeszcze 4 juniorów.

### Mężczyźni

#### Kadra A
- trener główny: Goran Janus
- asystenci: Nejc Frank, Jani Grilc
- zawodnicy:
  - Nejc Dežman
  - Jaka Hvala
  - Dejan Judež
  - Robert Kranjec
  - Mitja Mežnar
  - Tomaž Naglič
  - Andraž Pograjc
  - Peter Prevc
  - Matjaž Pungertar
  - Jure Šinkovec
  - Jurij Tepeš

#### Kadra B
- trener główny: Igor Medved
- asystent: Uroš Vrhovec
- zawodnicy:
  - Matic Benedik
  - Jernej Damjan
  - Robert Hrgota
  - Rok Justin
  - Matic Kramaršič
  - Žiga Mandl
  - Ernest Prišlič
  - Anže Semenič
  - Miran Zupančič
  - Gašper Bartol (kandydat)

#### Juniorzy
- trenerzy: Gorazd Pogorelčnik, Anže Obreza
- zawodnicy:
  - Florjan Jelovčan
  - Jaka Kosec
  - Anže Lanišek
  - Cene Prevc

### Kobiety

#### Kadra A
- trener: Jože Berčič
- asystent: Primož Peterka
- zawodniczki:
  - Urša Bogataj
  - Ema Klinec
  - Eva Logar
  - Katja Požun
  - Špela Rogelj
  - Anja Tepeš
  - Maja Vtič

#### Kadra B
- zawodniczki:
  - Barbara Klinec
  - Anja Javoršek (kandydatka)
  - Julija Sršen (kandydatka)
  - Manja Pograjc (kandydatka)
  - Agata Stare (kandydatka)

## Kadra na sezon 2011/2012
Po rezygnacji Matjaža Zupana trenerem kadry narodowej został dotychczasowy trener kadry B Goran Janus, natomiast jego asystentami zostali Nejc Frank i Jani Grilc. Kadra nawiązała też współpracę z byłym czeskim skoczkiem Jaroslavem Sakalą.
W maju 2011 ogłoszono kadry na kolejny sezon:

### Mężczyźni

#### Kadra A
- trener główny: Goran Janus
- asystent: Nejc Frank, Jani Grilc
- skoczkowie:
  - Jernej Damjan
  - Dejan Judež
  - Robert Kranjec
  - Mitja Mežnar
  - Primož Pikl
  - Peter Prevc
  - Jurij Tepeš
  - Rok Zima

#### Kadra B
- trener główny: Igor Medved
- asystent: Matevž Šparovec
- skoczkowie:
  - Matej Dobovšek
  - Robert Hrgota
  - Matic Kramaršič
  - Tomaž Naglič
  - Matjaž Pungertar
  - Jure Šinkovec
  - Rok Urbanc
- kandydaci:
  - Žiga Mandl
  - Andraž Pograjc

#### Kadra juniorów
- trener: Gorazd Pogorelčnik
- skoczkowie:
  - Nejc Dežman
  - Jaka Hvala
  - Rok Justin
  - Matevž Slatinšek
  - Urban Sušnik
- kandydaci:
  - Matic Benedik
  - Jaka Kosec
  - Anže Semenič

### Kobiety
- główny trener: Matjaž Triplat
- asystent trenera: Primož Peterka

#### Kadra A
- Urša Bogataj
- Eva Logar
- Špela Rogelj
- Anja Tepeš
- Maja Vtič

#### Kadra B
- Ema Klinec
- Barbara Klinec
- Julija Sršen

Kandydatki:
- Manja Pograjc
- Agata Stare

## Kadra na sezon 2010/2011
Na stanowisku trenera kadry narodowej Słowenii pozostał Matjaž Zupan, natomiast jego asystentami zostali Igor Medved i Jani Grilc.

### Mężczyźni

#### Kadra narodowa
- trener główny: Matjaž Zupan
- asystent: Igor Medved, Jani Grilc
- skoczkowie:
  - Jernej Damjan (trenował indywidualnie)
  - Robert Hrgota
  - Robert Kranjec
  - Matic Kramaršič
  - Luka Leban
  - Mitja Mežnar
  - Peter Prevc

#### Kadra B
- skoczkowie:
  - Dejan Judež
  - Rok Mandl
  - Tomaž Naglič
  - Primož Pikl
  - Jurij Tepeš
  - Rok Zima

#### Kadra juniorów
- skoczkowie:
  - Jaka Hvala
  - Rok Justin
  - Klemen Omladič
  - Andraž Pograjc
  - Urban Sušnik
  - Jaka Tesovnik

### Kobiety

#### Kadra A
- trener: Matjaž Triplat
- zawodniczki:
  - Eva Logar
  - Manja Pograjc
  - Špela Rogelj
  - Barbara Klinec
  - Anja Tepeš
  - Maja Vtič

## Kadra na sezon 2009/2010
W sezonie 2009/10 trenerem kadry A reprezentacji Słowenii był Matjaž Zupan, a jego asystentem był Igor Medved.

### Mężczyźni

#### Kadra A
- trener główny: Matjaž Zupan
- asystent: Igor Medved
- skoczkowie: Jernej Damjan (trenował indywidualnie), Robert Hrgota, Robert Kranjec, Mitja Mežnar, Primož Pikl, Matic Kramaršič, Rok Urbanc

#### Kadra B
- trener główny: Goran Janus
- asystent: Jani Grilc
- skoczkowie: Anže Damjan, Sašo Tadič, Rok Mandl, Primož Peterka, Primož Roglič, Jurij Tepeš, Jure Šinkovec, Tomaž Naglič

#### Kadra juniorów
- trener główny: Peter Jošt
- asystent: Igor Jelen
- skoczkowie: Dejan Judež, Jaka Hvala, Luka Leban, Žiga Mandl, Andraž Pograjc, Peter Prevc

### Kobiety

#### Kadra A
- trener: Matjaž Triplat
- zawodniczki: Eva Logar, Manja Pograjc, Špela Rogelj, Barbara Klinec, Anja Tepeš, Maja Vtič

## Kadra na sezon 2008/2009
Trenerem kadry A reprezentacji Słowenii był Matjaž Zupan, a jego asystenetem Igor Medved.

### Mężczyźni

#### Kadra A
- trener główny: Matjaž Zupan
- asystent: Igor Medved
- skoczkowie: Jernej Damjan, Robert Hrgota, Robert Kranjec, Mitja Mežnar, Primož Pikl, Jurij Tepeš

#### Kadra B
- trener główny: Bine Norčič
- skoczkowie: Jure Bogataj, Anže Damjan, Matic Kramaršič, Rok Mandl, Primož Peterka, Primož Roglič, Jure Šinkovec

#### Kadra juniorów
- trener główny: Matjaž Triplat
- asystent: Robert Meglič
- skoczkowie: Tim Babnik, Jernej Košnjek, Luka Leban, Žiga Mandl, Andraž Pograjc, Peter Prevc, Sašo Tadič

### Kobiety

#### Kadra A
- trener: Primož Rychly
- zawodniczki: Eva Logar, Monika Planinč, Monika Pogladič, Katja Požun, Anja Tepeš, Maja Vtič

## Kadra na sezon 2007/2008
Trenerem kadry A reprezentacji Słowenii był Ari-Pekka Nikkola, a trenerem kadry B Bine Norčič. Kadrę kobiet prowadził Primož Rychly.

### Mężczyźni

#### Kadra A
- trener główny: Ari-Pekka Nikkola
- asystenci: Jani Grilc, Gorazd Pogorelčnik
- skoczkowie: Rok Benkovič, Jernej Damjan, Robert Kranjec, Jure Šinkovec, Primož Pikl, Rok Urbanc, Peter Žonta, Bine Zupan

#### Kadra B
- trener główny: Bine Norčič
- skoczkowie: Jure Bogataj, Anže Damjan, Nejc Frank, Robert Hrgota, Jurij Tepeš, Jure Radelj, Gorazd Robnik, Matevž Šparovec, Primož Zupan, Primož Peterka

#### Kadra juniorów
- trener główny: Matjaž Triplat
- asystent: Robert Meglič
- skoczkowie: Nejc Košnjek, Rok Mandl, Mitja Mežnar, Andraž Pograjc, Primož Roglič, Jaka Rus, Saso Tadič

### Kobiety

#### Kadra A
- trener: Primož Rychly
- zawodniczki: Eva Logar, Monika Planinč, Monika Pogladič, Katja Požun, Anja Tepeš, Maja Vtič

## Kadra na sezon 2006/2007
W 2007 trenerem kadry A reprezentacji Słowenii został Fin Ari-Pekka Nikkola (który zastąpił na tej funkcji Vasję Bajca), a trenerem kadry B był Bine Norčič. Kadrę kobiet prowadził Primož Rychly.

### Mężczyźni

#### Kadra A
- trener główny: Ari-Pekka Nikkola
- asystenci: Jani Grilc, Gorazd Pogorelčnik
- skoczkowie: Rok Benkovič, Jernej Damjan, Robert Kranjec, Primož Peterka, Jure Šinkovec, Primož Pikl, Rok Urbanc, Peter Žonta, Bine Zupan

#### Kadra B
- trener główny: Bine Norčič
- skoczkowie: Jure Bogataj, Anže Damjan, Nejc Frank, Robert Hrgota, Jurij Tepeš, Jure Radelj, Gorazd Robnik, Matevž Šparovec, Primož Zupan

#### Kadra juniorów
- trener główny: Matjaž Triplat
- asystent: Robert Meglič
- skoczkowie: Nejc Košnjek, Rok Mandl, Mitja Mežnar, Andraž Pograjc, Primož Roglič, Jaka Rus, Saso Tadič

### Kobiety

#### Kadra A
- trener: Primož Rychly
- zawodniczki: Eva Logar, Monika Planinč, Monika Pogladič, Katja Požun, Anja Tepeš, Maja Vtič

## Kadra na sezon 2005/2006
Trenerem kadry A reprezentacji Słowenii był Matjaž Zupan, a trenerem kadry B Gorazd Pogorelčnik. Kadrę kobiet prowadził Stane Baloh.

### Mężczyźni

#### Kadra A
- trener główny: Matjaž Zupan
- asystent: Goran Janus
- skoczkowie: Rok Benkovič, Jure Bogataj, Jernej Damjan, Robert Kranjec, Primož Peterka, Bine Zupan, Peter Žonta

#### Kadra B
- trener główny: Gorazd Pogorelčnik
- asystenci: Jani Grilc, Robert Meglič
- skoczkowie: Anže Damjan, Nejc Frank, Primož Pikl, Jure Šinkovec, Matevž Šparovec, Rok Urbanc, Primož Zupan

#### Kadra juniorów
- trener główny: Matjaž Triplat
- asystent: Bine Norčič
- skoczkowie: Robert Hrgota, Nejc Košnjek, Rok Mandl, Mitja Mežnar, Primož Roglič, Jaka Rus, Jurij Tepeš

### Kobiety

#### Kadra A
- zawodniczki: Petra Benedik, Monika Pogladič, Maja Vtič

#### Kadra B
- zawodniczki: Tamara Kancilja, Eva Logar, Katja Požun, Anja Tepeš

## Kadra na sezon 2004/2005
Trenerem kadry A reprezentacji Słowenii był Matjaž Zupan, a trenerem kadry A1 Gorazd Pogorelčnik.

### Mężczyźni

#### Kadra A
- trener główny: Matjaž Zupan
- asystent: Goran Janus
- skoczkowie: Rok Benkovič, Jure Bogataj, Jernej Damjan, Damjan Fras, Robert Kranjec, Primož Peterka, Peter Žonta

#### Kadra A1
- trener główny: Gorazd Pogorelčnik
- asystent: Jani Grilc
- skoczkowie: Bine Norčič, Jaka Oblak, Primož Pikl, Rok Urbanc, Bine Zupan, Primož Zupan

#### Kadra B
- skoczkowie: Luka Bardorfer, Andraž Kern, Igor Medved, Jure Radelj, Gorazd Robnik, Jure Šinkovec

#### Kadra juniorów
- trener główny: Matjaž Triplat
- asystent: Primož Triplat
- skoczkowie: Anže Damjan, Nejc Frank, Matic Kramaršič, Mitja Mežnar, Primož Roglič, Jaka Rus, Matevž Šparovec, Jurij Tepeš

## Trenerzy
- Bogdan Norčič (1993–1995)
- Ludvik Zajc (1995–1996)
- Jelko Gros (1996–1998)
- Heinz Koch (1998–1999)
- Matjaž Zupan (1999–2006)
- Vasja Bajc (2006–2007)
- Ari-Pekka Nikkola (2007–2008)
- Matjaž Zupan (2008–2011)
- Goran Janus (2011–2018)
- Gorazd Bertoncelj (2018–2020)
- Robert Hrgota (od 2020)